# Ronee Blakley

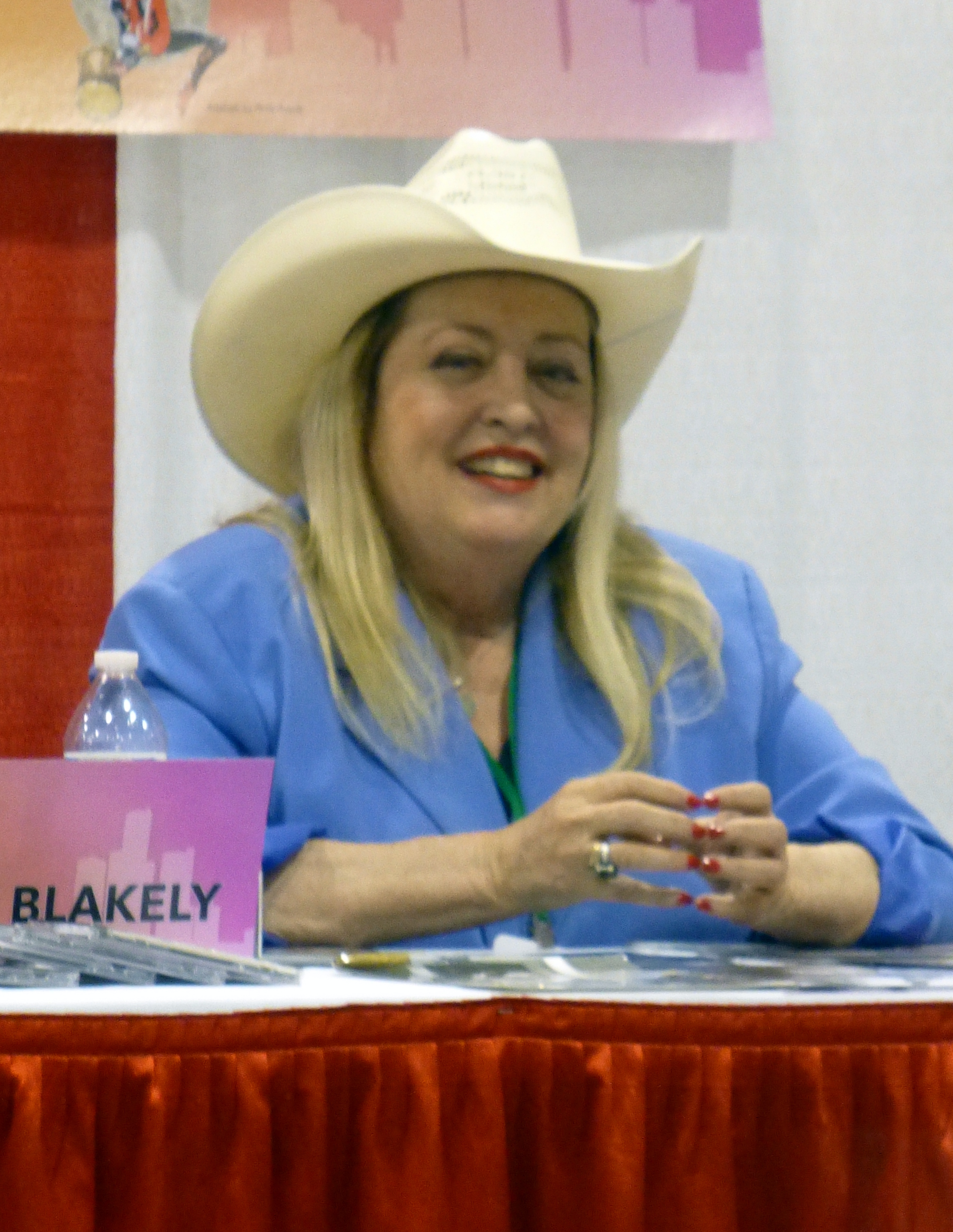
Ronee Blakley auf der Motor City Comic Con 2015

Ronee Blakley (* 24. August 1945 in Caldwell, Idaho) ist eine US-amerikanische Sängerin, Songschreiberin, Schauspielerin, Filmregisseurin und Drehbuchautorin.

## Leben
Ronee Blakley studierte an der Stanford University und der Juilliard School of Music. Danach widmete sie sich für ein Jahr der Schauspielerei in Boston, ehe sie 1969 als Musikerin in der New Yorker Carnegie Hall auftrat. Die Country-Sängerin veröffentlichte 1972 ihr erstes Album Ronee Blakley, bei dessen neun Musikstücken sie sich auch als Songschreiberin hervortat. Im selben Jahr erschienen mehrere ihrer Songs in Richard Comptons Film Welcome Home, Soldier Boys. Von Kollegen wie Leonard Cohen oder Bob Dylan gelobt, wurde drei Jahre später ihr zweites Album Welcome von Jerry Wexlers Muscle Shoals Sound Studio veröffentlicht. Ebenfalls 1975 ging die Sängerin gemeinsam mit Bob Dylan auf dessen Rolling-Thunder-Revue-Tournee und absolvierte ihr Debüt als Schauspielerin in dem Episodenfilm Nashville von Robert Altman. Blakley, die als Ersatz für die Schauspielerin Susan Anspach verpflichtet wurde, hatte eigentlich nur Songs zu dem Film beisteuern sollen. In Altmans zwölftem Spielfilm interpretiert sie die an Loretta Lynn angelehnte Figur der Barbara Jean, einer fragilen Country-Sängerin, die am Rande der US-amerikanischen 200-Jahr-Feier in Nashville, Tennessee, am Starruhm zu zerbrechen droht. Nashville, der von Kritikern als bittere Satire Altmans über die Politik und Unterhaltungsindustrie verstanden wurde, errang bei der Oscarverleihung 1976 (offizielle Zählung 1975) fünf Nominierungen, darunter in den Kategorien Bester Film und Regie. Unter den Nominierten war auch Ronee Blakley, die als Beste Nebendarstellerin nominiert wurde. War die US-Amerikanerin im Vorfeld noch mit dem Preis der National Board of Review ausgezeichnet und mit zwei Golden-Globe-Nominierungen gewürdigt worden, musste sie sich bei den Academy Awards Lee Grant (Shampoo) geschlagen geben. Für das Album zum Film erhielt sie gemeinsam mit Keith Carradine, Richard Baskin, Ben Raleigh, Richard Reicheg, Henry Gibson und Karen Black eine Nominierung für den US-amerikanischen Musikpreis Grammy.
Nach Nashville konzentrierte sich Ronee Blakley auf die Schauspielerei, konnte jedoch nicht mehr an den Erfolg ihrer allerersten Filmrolle anknüpfen. 1978 agierte sie in dem Drama Renaldo and Clara an der Seite von Bob Dylan, der auch die Regie übernahm. Im selben Jahr folgte eine Nebenrolle in Walter Hills Driver mit Ryan O’Neal, Bruce Dern und Isabelle Adjani in den Hauptrollen. Anfang der 1980er Jahre erschien Blakley in Nicholas Rays letzter Regiearbeit, dem Dokumentarfilm Lightning Over Water (1980) und absolvierte Gastauftritte in Serien wie Ein Engel auf Erden (1984), Trapper John, M.D. oder Tales from the Darkside (beide 1985). Nach der Nebenrolle als Mutter von Heather Langenkamp in Wes Cravens kultisch verehrtem Horrorfilm Nightmare – Mörderische Träume (1984) schrieb, produzierte und führte sie Regie bei dem 70-minütigen Dokumentarfilm I Played It for You (1985). Nach der Nebenrolle in Paul Leders Thriller Ein allzu klarer Fall (1990) verschwand Blakley vom Fernsehbildschirm und der Kinoleinwand.
Ronee Blakley war von 1979 bis 1981 mit dem deutschen Regisseur Wim Wenders verheiratet. 1988 brachte sie ihre Tochter zur Welt. Im Jahr 2006 wurden ihre beiden Musikalben in den USA auf CD wiederveröffentlicht.

## Diskografie
- 1972: Ronee Blakley
- 1975: Welcome
- 2007: I Played It for You
- 2008: Freespeak
- 2008: Lightning Over Water
- 2008: Ronee Blakley Live at the Mint
- 2009: River Nile
- 2009: Grief Holes
- 2011: Live at the Bitter End
- 2012: Djerassi Collection

## Filmografie (Auswahl)
- 1970: Der Sex-Athlet... und die Frauen stehen bei ihm Schlange! (Wilbur and the Baby Factory)
- 1975: Nashville
- 1977: Three Dangerous Ladies
- 1977: Ich bin der Boß (The Private Files of J. Edgar Hoover)
- 1978: Driver (The Driver)
- 1978: Vegas (Fernsehserie, Folge 1x10)
- 1978: Die kalte Hand des Schicksals (Desperate Women) (Fernsehfilm)
- 1979: Visions (Fernsehserie, 1 Folge)
- 1979: She Came to the Valley
- 1979: Good Luck, Miss Wyckoff
- 1979: The Runaways (Fernsehserie, Folge 2x3)
- 1979: Love Boat (Fernsehserie, Folge 3x16)
- 1980: Der Abstauber (The Baltimore Bullet)
- 1980: Beyond Westworld (Fernsehserie, Folge 1x3)
- 1980: Lightning over Water (Dokumentarfilm)
- 1981: The Oklahoma City Dolls (Fernsehfilm)
- 1984: Ein Engel auf Erden (Highway to Heaven) (Fernsehserie, Folge 1x5)
- 1984: Nightmare – Mörderische Träume (A Nightmare On Elm Street)
- 1985: Trapper John, M.D. (Fernsehserie, Folge 6x15)
- 1985: Geschichten aus der Schattenwelt (Tales from the Darkside) (Fernsehserie, Folge 1x23)
- 1986: Student Confidential
- 1987: Junge Schicksale (ABC Afterschool Specials) (Fernsehserie, Folge 15x6)
- 1987: Salem II – Die Rückkehr (A Return to Salem’s Lot)
- 1987: Ein Tag für die Liebe – Someone to Love (Someone to Love)
- 1988: Hotel (Fernsehserie, Folge 5x12)
- 1990: Ein allzu klarer Fall (Murder by Numbers)
- 2019: Rolling Thunder Revue: A Bob Dylan Story by Martin Scorsese

## Auszeichnungen
- 1975: National Board of Review Award für Nashville (Beste Nebendarstellerin)
- 1976: Golden-Globe-Nominierung für Nashville (Beste Nebendarstellerin)
- 1976: Oscar-Nominierung für Nashville (Beste Nebendarstellerin)
- 1976: BAFTA-Nominierung für Nashville (Beste Nebendarstellerin)
- 1976: Grammy-Nominierung für Nashville (Bestes Musikalbum für einen Film oder ein Fernsehspecial; gemeinsam mit Keith Carradine, Richard Baskin, Ben Raleigh, Richard Reicheg, Henry Gibson, Karen Black)